# استفانو کاستلانی
استفانو کاستلانی (انگلیسی: Stefano Castellani؛ زادهٔ ۱۶ ژانویهٔ ۱۹۹۲) بازیکن فوتبال اهل ایتالیا است.
از باشگاه‌هایی که در آن بازی کرده‌است می‌توان به باشگاه فوتبال امپولی اشاره کرد.